# Rosa 'Albéric Barbier'
'Albéric Barbier' (el nombre de la obtención registrada 'Albéric Barbier'), es un cultivar de rosa moderna de jardín trepador que fue conseguido en Francia en 1900 por el rosalista francés René Barbier.

## Descripción
'Albéric Barbier' es una rosa moderna de jardín de porte trepador, cultivar del grupo Híbrido Wichurana.
El cultivar procede del cruce de Rosa luciae x 'Shirley Hibberd'.
Las formas arbustivas del cultivar tienen porte trepador rampante y alcanza de 455 a 760 cm de alto con más de 305 a 365 cm de ancho. Las hojas son de color verde oscuro y brillante, con denso follaje. Sin espinas o casi.
Sus delicadas flores de color crema, ligeramente amarillo en el centro, que envejecen a blanco. Fragancia moderada, manzana verde, a rosa de té. Flores medias de 2.75". Semi-dobles con 9 a 16 pétalos, globulares en solitario. Floración en pequeños grupos, en cuartos.
Florece una sola vez en primavera o verano. Esporádica después de la floración.

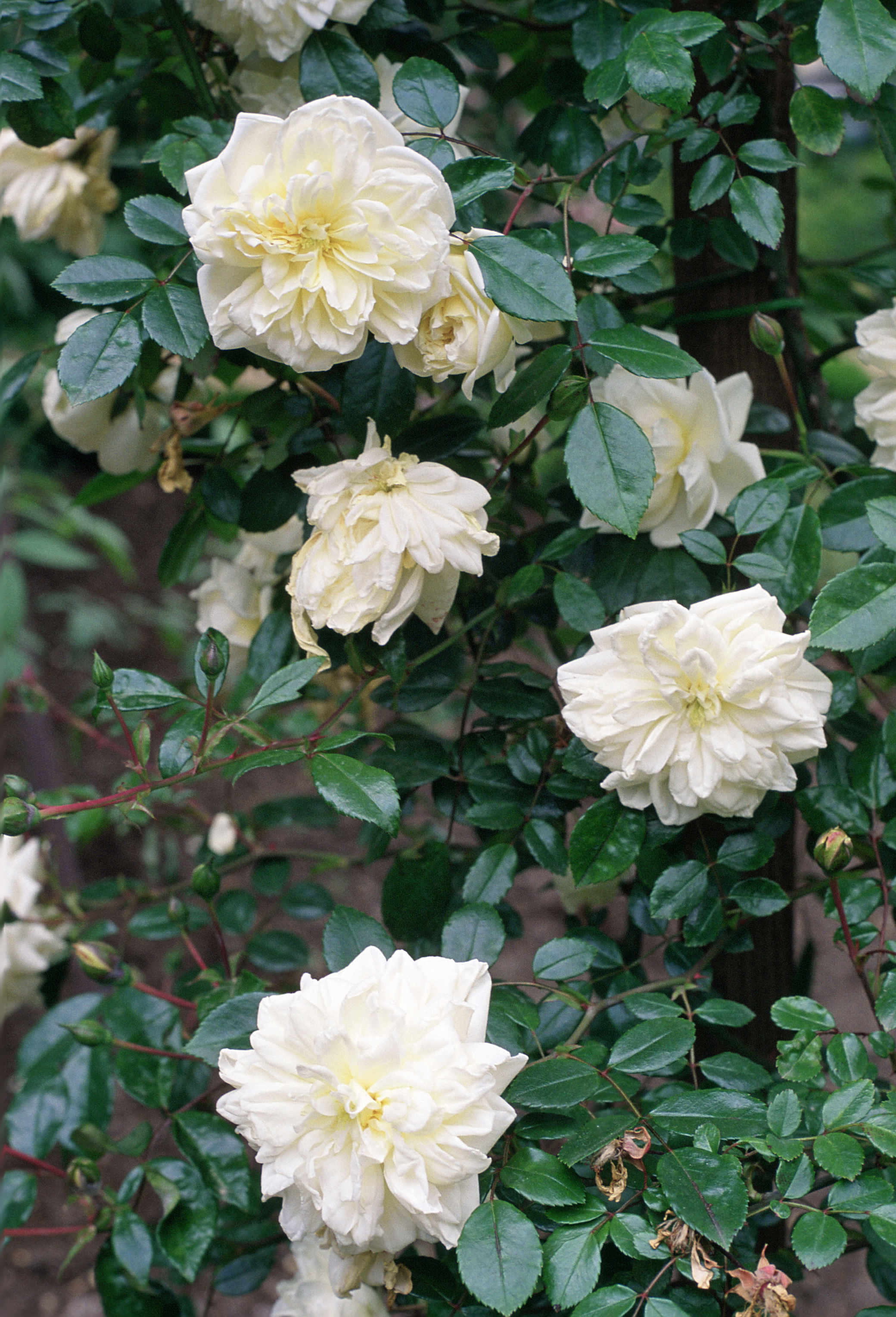
'Albéric Barbier'. En la Rosaleda del Real jardín botánico de Madrid.

## Premios y galardones
- RHS/RNRS Award of Garden Merit 1993.

## Origen
El cultivar fue desarrollado en Francia por el prolífico rosalista francés René Barbier en 1900. 'Albéric Barbier' es una rosa híbrida triploide con ascendentes parentales de Rosa luciae x 'Shirley Hibberd'.
La obtención fue registrada bajo el nombre cultivar de 'Albéric Barbier' por René Barbier en 1900 y se le dio el nombre comercial de 'Albéric Barbier'.
La rosa fue conseguida en Francia por René Barbier antes de 1900 e introducida en el mercado francés por "Barbier frères & Cie." en 1900 como 'Albéric Barbier'.

## Cultivo
Aunque las plantas están generalmente libres de enfermedades, es posible que sufran de punto negro en climas más húmedos o en situaciones donde la circulación de aire es limitada.
Las plantas toleran la sombra, a pesar de que se desarrollan mejor a pleno sol. En América del Norte son capaces de ser cultivadas en USDA Hardiness Zones 4b a 9b. La resistencia y la popularidad de la variedad han visto generalizado su uso en cultivos en todo el mundo.
Puede ser utilizado para las flores cortadas o jardín. Vigorosa. En la poda de Primavera es conveniente retirar las cañas viejas y madera muerta o enferma y recortar cañas que se cruzan. En climas más cálidos, recortar las cañas que quedan en alrededor de un tercio. En las zonas más frías, probablemente hay que podar un poco más que eso. Requiere protección contra la congelación de las heladas invernales.